# Diego Ordóñez Copete
Diego Ordoñez Copete (Cali, Valle del Cauca, Colombia, 28 de enero de 1990) es un futbolista colombiano. Juega como lateral izquierdo.

## Clubes
| Club                  | País     | Año         |
| --------------------- | -------- | ----------- |
| Universitario Popayán | Colombia | 2011        |
| Once Caldas           | Colombia | 2012        |
| Real Cartagena        | Colombia | 2014 - 2017 |
| Jaguares de Córdoba   | Colombia | 2019        |